# Епархия Сан-Рафаэля
Епархия Сан-Рафаэля (лат. Dioecesis Fororaphaëliensis) — епархия Римско-католической церкви с центром в городе Сан-Рафаэль, Аргентина. Епархия Сан-Рафаэля входит в митрополию Мендосы. Кафедральным собором епархии Сан-Рафаэля является церковь святого Архангела Рафаила.

## История
10 апреля 1961 года Папа Римский Иоанн XXIII издал буллу «Ecclesia Christi», которой учредил епархию Сан-Рафаэля, выделив её из архиепархии Мендосы.

## Ординарии епархии
- епископ Рауль Франсиско Приматеста (12.06.1961—16.02.1965), назначен архиепископом Кордовы;
- епископ Jorge Carlos Carreras (12.06.1965—19.07.1969), назначен епископом Сан-Хусто;
- епископ Óscar Félix Villena (11.02.1970—11.04.1972);
- епископ León Kruk (20.01.1973—7.09.1991);
- епископ Jesús Arturo Roldán (9.11.1991—31.05.1996);
- епископ Гильермо Хосе Гарлатти (20.02.1997—11.03.2003), назначен архиепископом Баия-Бланки;
- епископ Eduardo Maria Taussig (21.072004 — 5.02.2022).
- епископ Carlos María Domínguez (11.02.2023 — 13.02.2025)